# Ahmet Türk
Ahmet Türk (nascut el 2 de juliol de 1942 a Derik, Turquia) és un polític kurd del Partit Democràtic dels Pobles (HDP). Ha estat membre de la Gran Assemblea Nacional de Turquia durant diversos mandats i va ser elegit dues vegades com a alcalde de Mardin.

## Carrera política
Va ser elegit diputat pel Partit Demòcrata (DP) representant la província de Mardin el 1973. Més tard va dimitir i es va unir al Partit Popular Republicà (CHP) i va ser reelegit com a diputat en representació de Mardin. Després del cop d'estat militar de 1980, va ser destituït del parlament, arrestat i enviat a la presó de Diyarbakir durant 22 mesos. Després del seu alliberament, va ser actiu en diferents partits d'esquerra. El 1987, va ser elegit al parlament com a representant de Mardin en nom del Partit Popular Socialdemòcrata (SHP), però va ser expulsat del partit el 1989 per assistir a una conferència kurda a Brussel·les. Després es va unir al recentment fundat Peoples Labor Party (HEP). L'SHP va acceptar novament una aliança electoral i el 1991 va ser reelegit al parlament. Va donar suport a un eventual procés de pau entre el Partit dels Treballadors del Kurdistan (PKK) i el govern turc, i l'abril de 1993 va viatjar a Bar Elias, Líban per assistir conjuntament amb Jamal Talabani i Kemal Burkay a una conferència de premsa on Abdullah Ocalan va anunciar un alto el foc unilateral. El juliol de 1993 el Tribunal Constitucional va prohibir l'HEP, al·legant que el partit perseguia objectius contraris a la indivisibilitat de Turquia. Després es va unir al Partit de la Democràcia (DEP), un partit successor de l'HEP establert el maig de 1993. El DEP va donar suport al PKK i va escollir Hatip Dicle com a president del seu partit, que va raonar que el PKK no era un partit terrorista i havia de ser classificat. un partit polític.
De fet, diversos líders dels partits havien assistit a congressos als quals també assistien membres del PKK abans del congrés de la fundació dels partits. Türks i cinc immunitats parlamentàries més del DEP van ser aixecades el març de 1994 i va ser enviat a la presó per càrrecs de terrorisme. Va ser condemnat a 15 anys de presó. Va apel·lar i va ser alliberat el 27 d'octubre de 1995. Türk era el president de l'antic Partit de la Societat Democràtica (DTP) prokurd a Turquia i era membre de la Gran Assemblea Nacional de Turquia. El 26 de febrer de 2007, com a president en funcions del DTP, va ser condemnat juntament amb el vicepresident Sebahat Tuncel a 18 mesos de presó per haver utilitzat la llengua kurda en un díptic de l'ala de dones del DTP, amb motiu del Dia Internacional de la Dona el 26 de febrer de 2007. 8 de març. Aleshores, el 6 de març de 2007 va ser condemnat a 6 mesos de presó per haver anomenat Abdullah Öcalan "Mister" (Sayin), però la sentència va ser suspesa. Va ser escollit novament diputat al Parlament turc per Mardin el 22 de juliol de 2007. No obstant això, l'11 de desembre de 2009, el Tribunal Constitucional de Turquia va votar per prohibir el DTP, acusant-lo de connexió amb el Partit dels Treballadors del Kurdistan (PKK).
Türk va ser expulsat de la Gran Assemblea Nacional i a ell i a 36 membres més del partit se'ls va prohibir unir-se a qualsevol partit polític durant cinc anys. Türk va recórrer al Tribunal Europeu de Drets Humans i el 2016 Turquia va ser condemnada a pagar 30.000 euros a Türk. L'abril de 2010 va ser atacat per İsmail Çelik que el va colpejar i es va trencar el nas. Çelik va rebre per primera vegada una condemna de presó d'11 mesos i 20 dies, que després es va convertir en una multa de 7.000 lliures turques (uns 300 USD).